# Mokrá pára
Mokrá pára je označení pro směs syté páry a kapiček kapaliny stejné látky. Nejčastěji se takto popisuje vodní pára v technické praxi.
V 1 kg mokré páry je x kg syté páry a 1-x kg syté kapaliny. X vyjadřuje suchost páry a doplněk 1-x vlhkost páry. Různé stavy mokré páry se pak vyjádří ze suchosti (x) páry a hodnot veličin pro sytou páru. Tyto hodnoty, mající význam pro technickou praxi, jsou obsaženy v parních tabulkách.
Mokrá pára vzniká v parním kotli při bouřlivém varu. Kapičky vody jsou obvykle nežádoucí. Při expanzi páry ve stroji se kapičky vypaří, tím ochladí páru, její tlak poklesne více, než by klesl tlak syté páry a sníží se tepelná účinnost.

## Zařízení pro snížení vlhkosti páry
Během vývoje technologií založených na využití páry byla vynalezena řada zařízení, která vlhkost páry snižují. Jsou to například:
- Parní dóm
- Odlučovač vody
- Sušič páry
- Přehřívač páry